# Henri Young
Henri Theodore Young (Kansas City, 20 de juny de 1911) fou un presoner d'Alcatraz que va intentar escapar junt amb dos reclusos, Arthur Barker i Ruffus McCain. Conegut per ser el personatge principal de la pel·lícula Homicidi en primer grau.

## Vida
Young es va convertir en un lladre de bancs i era conegut per les seves tasques en la presa d'ostatges. El 1933, va cometre assassinat. Després de passar el temps a les presons de l'estat de Washington i Montana, va ser enviat a la presó federal a l'illa d'Alcatraz. En la nit del 13 de gener de 1939, Young, amb els presos Rufus McCain, Arthur Barker, Dale Stamphill i William Martin, va tractar d'escapar d'Alcatraz. Martin, Young, i McCain es van entregar, mentre que Barker i Stamphill es van negar a entregar-se i van ser afusellats posteriorment. Barker finalment va morir de les ferides. Young i McCain van ser condemnats a llargues penes de cada un en règim d'aïllament, però estaven de retorn a la població general de la presó en uns mesos. Un any després, Young matà a Rufus McCain enfonsant-li una cullera al coll. Henri Young es va quedar a Alcatraz fins a 1948, i després es va quedar en l'"United States Medical Center for Federal Prisoners" per als reclusos a Springfield (Missouri) fins a 1954, quan Young va ser traslladat a la Penitenciaria de l'estat de Washington a Walla Walla per començar una condemna a cadena perpètua per la condemna per assassinat el 1933. Va ser posat en llibertat condicional el 1972, però va desaparèixer aviat. Avui el seu parador és encara desconegut.

## Llegat
Homicidi en primer grau es basa en el fet que Young va ser torturat després del seu intent de fuga, que va matar McCain a la cafeteria immediatament després del seu retorn a la població en general, i que va ser trobat mort a la seva cel·la de la presó el 1942 just abans que ell aparegués davant la paraula "victòria" a la paret. No obstant això, molts dels esdeveniments descrits en la pel·lícula són històricament inexactes, en realitat, Young va sortir de l'aïllament després de només uns mesos i va matar McCain més d'un any després.